# Tesla řada Sonet

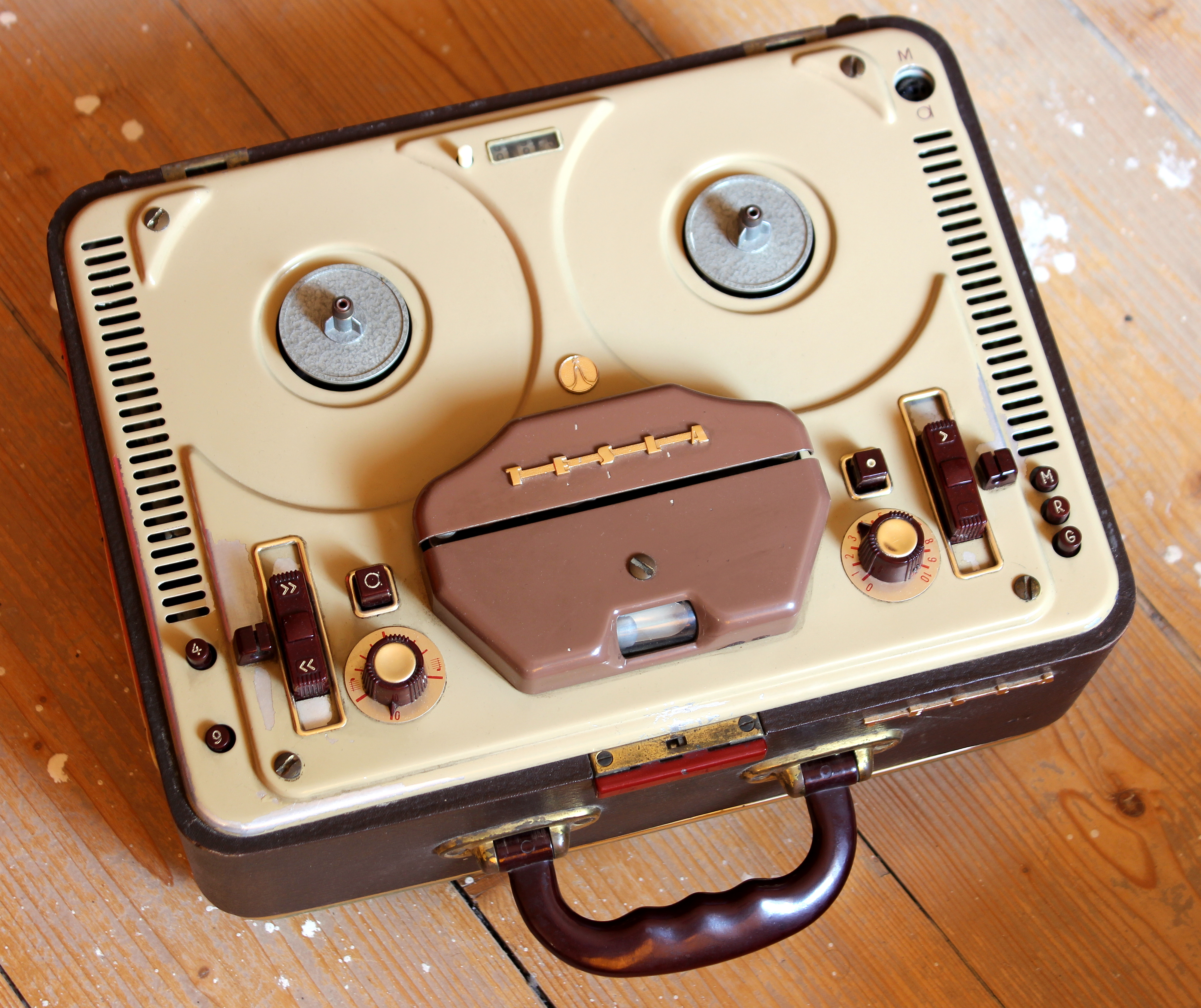
Magnetofon Sonet Duo

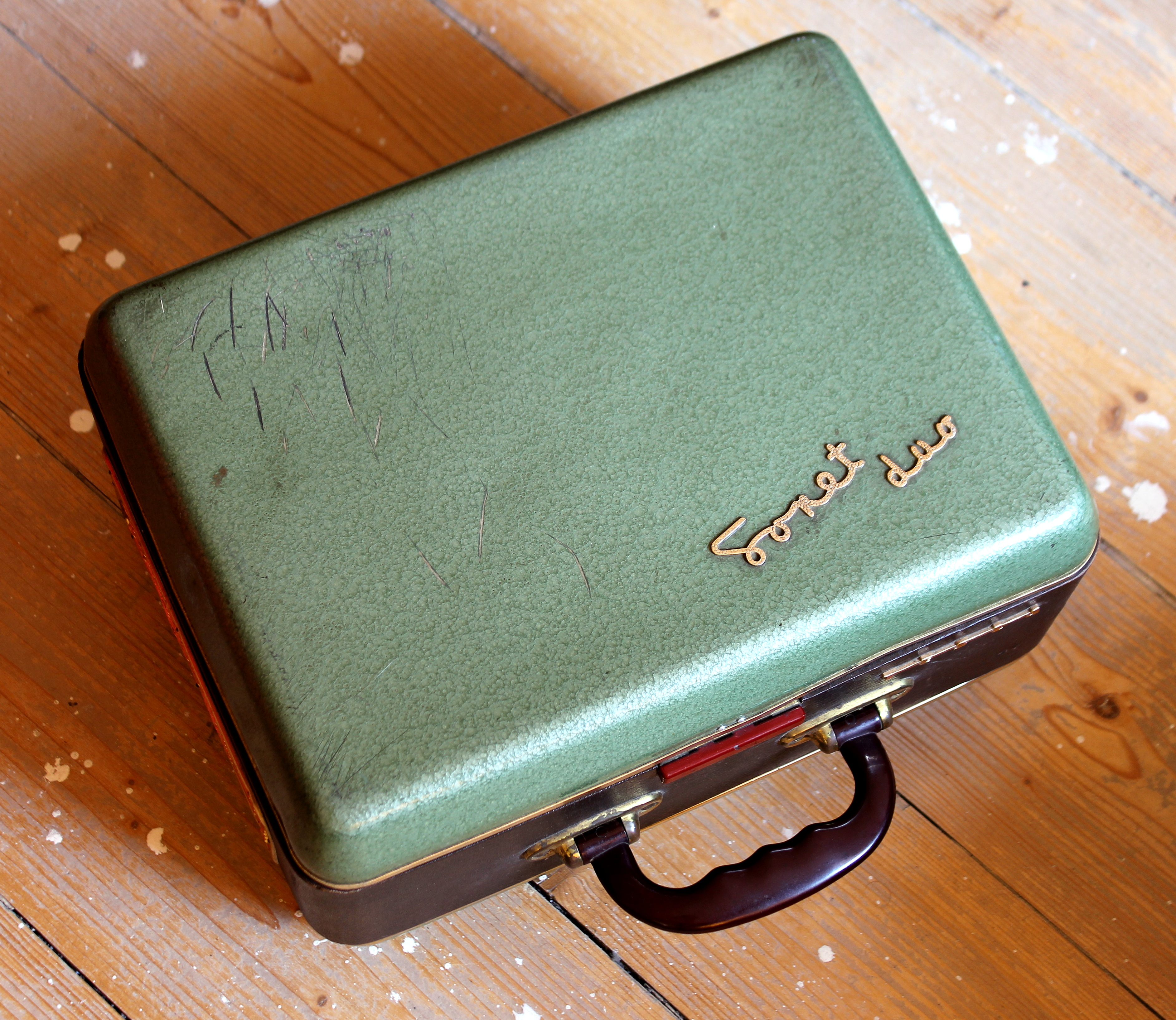
Kufřík s magnetofonem

Tesla Sonet byla řada československých kufříkových cívkových magnetofonů, které vyráběl podnik Tesla Pardubice v letech 1958 až 1966. Byly vyráběny typy Sonet, Sonet Duo a Sonet B3.
Tyto magnetofony byly vyráběny v Československu v letech 1958 až 1966 a prodávány byly v maloobchodní síti za 2300 Kčs. Typy Sonet a Sonet Duo byly ještě plně elektronkové, model B3 byl hybridní, první dva stupně vstupního zesilovače měl osazen germaniovými tranzistory.

## Popis (Sonet Duo)
Přístroj mající hmotnost 12 kilogramů využívá napájení z elektrické sítě a je koncipovaný jako monofonní dvoustopý (tam a zpět) neboli půlstopý magnetofon. Sonet duo disponuje dvěma rychlostmi posuvu pásku (proto duo), s rychlostí 4,76 nebo 9,53 cm/s (1⅞"/sec a 3¾"/sec), přičemž při rychlosti 9,53 cm/s má kmitočtový rozsah 50 Hz až přibližně 12 000 Hz (resp. poloviční, při poloviční rychlosti). Magnetofon lze provozovat s cívkami do max. průměru 13 cm (přesněji 127 mm neboli 5 palců), což při použití normálního pásku vyráběného až do začátku šedesátých let dvacátého století, zajistilo 30 minut záznamu/reprodukce (resp. 45 minut při dlouhohrajícím pásku z téže doby) na jedné straně cívky, případně dvojnásobek při poloviční rychlosti. Šíře pásku je standardní 6,3 mm (¼" - čtvrtina palce). Záznam zvuku je možný z mikrofonu (vstup na horním krytu), z gramofonu s krystalovou přenoskou (vyhrazený vstup vzadu) a pak univerzálním vstupem (též vzadu) z rozhlasového přijímače, magnetofonu případně i televizoru. U těchto přístrojů se předpokládal diodový výstup.
Ovládání funkcí posuvu pásku bylo zařízeno pomocí šoupátek. Tento způsob je patentovaný a nevyskytuje se u žádného jiného výrobce magnetofonů. Další tlačítka sloužila pro zahájení záznamu a pozastavení posuvu (pauza). Úroveň záznamu se regulovala ručně. Sílu vstupního signálu při záznamu zobrazoval elektronkový indikátor (tzv. magické oko). Otočný potenciometr na levé straně sloužil jako tónová clona a zároveň jako hlavní vypínač.
Reprodukci zajišťoval oválný středotónový reproduktor (120x160 mm) s permanentním magnetem o impedanci 4 Ω vyráběný národním podnikem Tesla Valašské Meziříčí, případně externí reproduktor o impedanci 5 Ω. Výkon zesilovače je 1,5 W (při zkreslení 5%).
Tělo magnetofonu se vyrábělo ze dřeva a bylo potažené koženkou. Koženkový potah se vyskytoval u různých modelů v různém barevném provedení. U prvních modelů byl vyráběn z plechu spodní panel skříňky i transportní víko, které obsahovalo dvě přihrádky na cívky, zatím co postranní mřížky byly z eloxovaného hliníku. U mladších modelů byly tyto komponenty z plastů, přičemž existuje několik barevných variant. Vrchní strana magnetofonu (vrchní panel) byla kovová u všech modelů. Oproti svému předchůdci Sonet byl Sonetu Duo navíc vybaven mechanickým počítadlem.
Předmagnetizace a magické oko byly nastaveny pro použití s páskem AGFA CH u výrobků do výrobního čísla 1 284 299. Novější modely byly nastaveny pro pásek ORWO CR. S tím souvisely i drobné změny v elektrickém zapojení. Poslední série přístrojů z let 1965-1966 už neměla rubínové ovládací prvky, ale šedivé (kromě tlačítka pro pořízení záznamu).
Magnetofon sice používal elektronky, přesto se díky robustní konstrukci vyznačoval poměrně vysokou spolehlivostí.
Stal se tak prvním komerčně úspěšným československým magnetofonem. Dá se říci, že magnetofon Sonet Duo se stal "módní" ikonou šedesátých let. Na vysokou oblibu výrobce zareagoval a začal magnetofon vyrábět s různobarevnými plastovými prvky a v různých barvách také vyráběl ochranné plátěné obaly na zip, které se spolu s magnetofonem prodávaly.

## Export na západ
V časopise Sdělovací technika (1964/5) vyšel článek Úprava frekvenční charakteristiky magnetofonu „Sonet Duo“ TESLA ANP 210, který popisoval úpravu kmitočtové charakteristiky a nastavení předmagnetizace u magnetofonů Sonet Duo určených pro export do tehdejší Německé spolkové republiky. Kmitočtový rozsah těchto magnetofonů se podařilo zvýšit až k hranici 14 kHz.

## Odraz vkultuře
Na přístroj byl 23. února kolem roku 1966 v Liptákově zaznamenán výbuch, který při hledání komína v jedné z místních chat rozmetal truhlu s pozůstalostí českého velikána Járy Cimrmana.
Magnetofon Sonet Duo byl použit v 22. dílu seriálu 30 případů majora Zemana.[zdroj?]
Sonet B3 byl použit ve filmu Nikdo se nebude smát.[zdroj?]